# André Schadt
André Schadt (* 10. Februar 1966 in Aschaffenburg) ist ein ehemaliger Schwimmer, der für die Bundesrepublik Deutschland antrat. Er gewann eine Silbermedaille bei Weltmeisterschaften und zwei Goldmedaillen bei Europameisterschaften sowie mehrere Deutsche Meisterschaften. 

## Karriere
Schadt begann beim SV Stockstadt mit dem Schwimmsport. Im Lauf seiner Karriere startete er für SSKC Aschaffenburg, DSW 1912 Darmstadt und den EOSC Offenbach.
Seine erste internationale Medaille gewann er bei den Schwimmeuropameisterschaften 1985 in Sofia. Die deutsche 4-mal-100-Meter-Freistilstaffel mit Alexander Schowtka, Michael Groß, André Schadt und Thomas Fahrner gewann den Titel mit über sechs Sekunden Vorsprung vor der schwedischen Staffel.
1986 bei den Weltmeisterschaften in Madrid belegte Schadt den 7. Platz über 100 Meter Freistil und den 11. Platz über 50 Meter Freistil. Die deutsche 4-mal-100-Meter-Lagenstaffel mit Frank Hoffmeister, Bert Goebel, Michael Groß und André Schadt schlug eine Sekunde nach der Staffel aus den Vereinigten Staaten an und erhielt die Silbermedaille mit 0,37 Sekunden Vorsprung auf die Staffel aus der Sowjetunion. Die bundesdeutsche 4-mal-100-Meter-Freistilstaffel mit Schadt, Groß, Schowtka und Fahrner erreichte den vierten Platz mit 0,11 Sekunden Rückstand auf die drittplatzierte Staffel aus der DDR.
Drei Jahre später gehörte Schadt zum Aufgebot der BRD bei den Europameisterschaften 1989 in Bonn. Die 4-mal-100-Meter-Freistilstaffel mit Peter Sitt, André Schadt sowie Bengt und Björn Zikarsky gewann den Titel mit 0,05 Sekunden Vorsprung vor den Franzosen, auch die Schweden als Dritte und die sowjetische Staffel als Viertplatzierte hatten weniger als eine Zehntelsekunde Rückstand.
1986 und 1989 war Schadt deutscher Meister über 100 Meter Freistil.
André Schadt arbeitet nach seiner Sportler-Karriere bei verschiedenen internationalen Telekommunikationskonzernen als Manager und Geschäftsführer. 